# Cicurina rudimentops
Cicurina rudimentops là một loài nhện trong họ Dictynidae.
Loài này thuộc chi Cicurina. Cicurina rudimentops được Ralph Vary Chamberlin & Wilton Ivie miêu tả năm 1940.